# Higiene
La higiene es el conjunto de prácticas y técnicas que aplican los individuos para el control de los factores que ejercen o pueden tener efectos nocivos sobre la salud. La higiene personal es el concepto básico del aseo, de la limpieza y del cuidado del cuerpo humano. Son una serie de hábitos relacionados con el cuidado personal que inciden positivamente en la salud y que previene posibles enfermedades e infecciones; asimismo, es la parte de la medicina o ciencia que trata de los medios de prolongar la vida, y conservar la salud de las personas.
Según la Organización Mundial de la Salud (OMS), "La higiene se refiere a las condiciones y prácticas que ayudan a mantener la salud y prevenir la propagación de enfermedades. Por lo tanto, la higiene médica incluye un conjunto específico de prácticas asociadas con esta preservación de la salud, por ejemplo, limpieza ambiental, esterilización de equipos, higiene de manos, agua y saneamiento y eliminación segura de desechos médicos."
Es posible distinguir entre higiene doméstica e higiene personal. Por extensión, también hablamos de higiene de vida (“estilo de vida”), “higiene alimentaria” e “higiene mental” para acciones y actividades destinadas a prevenir la aparición de trastornos, como practicar algún deporte, abstenerse de fumar o beber alcohol.

## Etimología
La palabra higiene viene del francés hygiène, y este término a su vez del griego ὑγιεινός hygieinós ‘sano, saludable’, derivado  de ὑγίεια hygíeia 'salud'.
Se refiere o bien a la limpieza o el aseo o bien, a la parte de la medicina que tiene como objetivo la conservación de la salud y la prevención de enfermedades.

## Aspectos generales

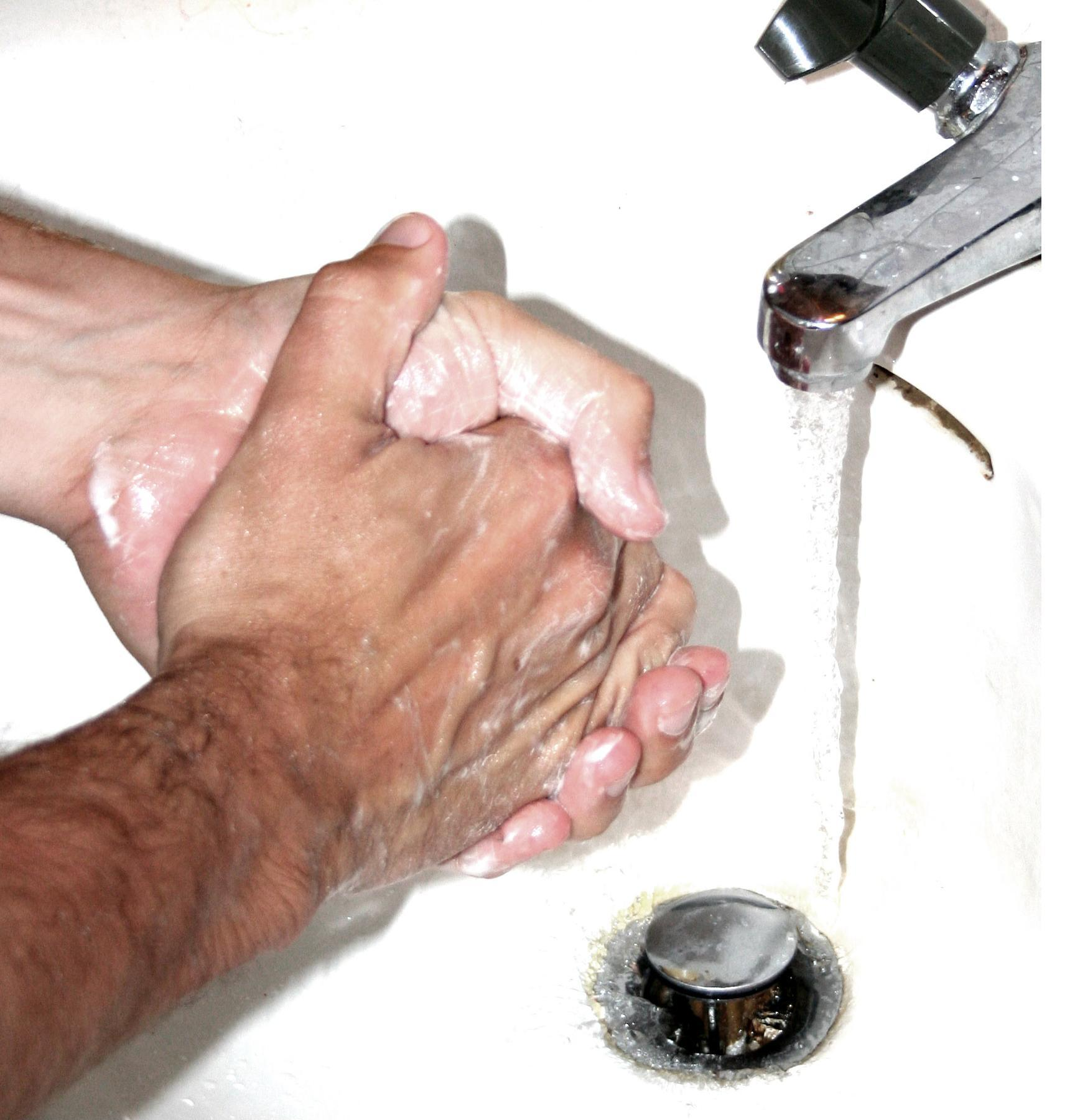
Lavarse las manos, una forma de higiene, es la forma más eficaz de prevenir la propagación de enfermedades infecciosas.

La higiene se refiere a prácticas asociadas al aseguramiento de una buena salud y limpieza. Está relacionada con el estilo de vida, la limpieza, la salud y la medicina. En medicina y en la vida cotidiana, las prácticas higiénicas se emplean como medidas preventivas para reducir la incidencia y propagación de gérmenes causantes de enfermedades.
Las prácticas de higiene varían de una cultura a otra.
En la elaboración de productos alimenticios, de productos farmacéuticos, de productos cosméticos y otros relacionados, una buena higiene es un componente fundamental de la garantía de calidad y seguridad.
Los términos limpieza e higiene suelen utilizarse indistintamente, lo que puede dar lugar a confusión. En general, la higiene se refiere a las prácticas que evitan la propagación de organismos patógenos. Los procesos de limpieza (por ejemplo, el lavado de manos) eliminan los microorganismos infecciosos, así como la suciedad y la tierra, por lo que suelen ser el medio para lograr la higiene.
Otros usos del término son los siguientes: higiene corporal, higiene personal, higiene del sueño, higiene mental, higiene dental e higiene ocupacional, utilizados en relación con la salud pública.

## Objetivos

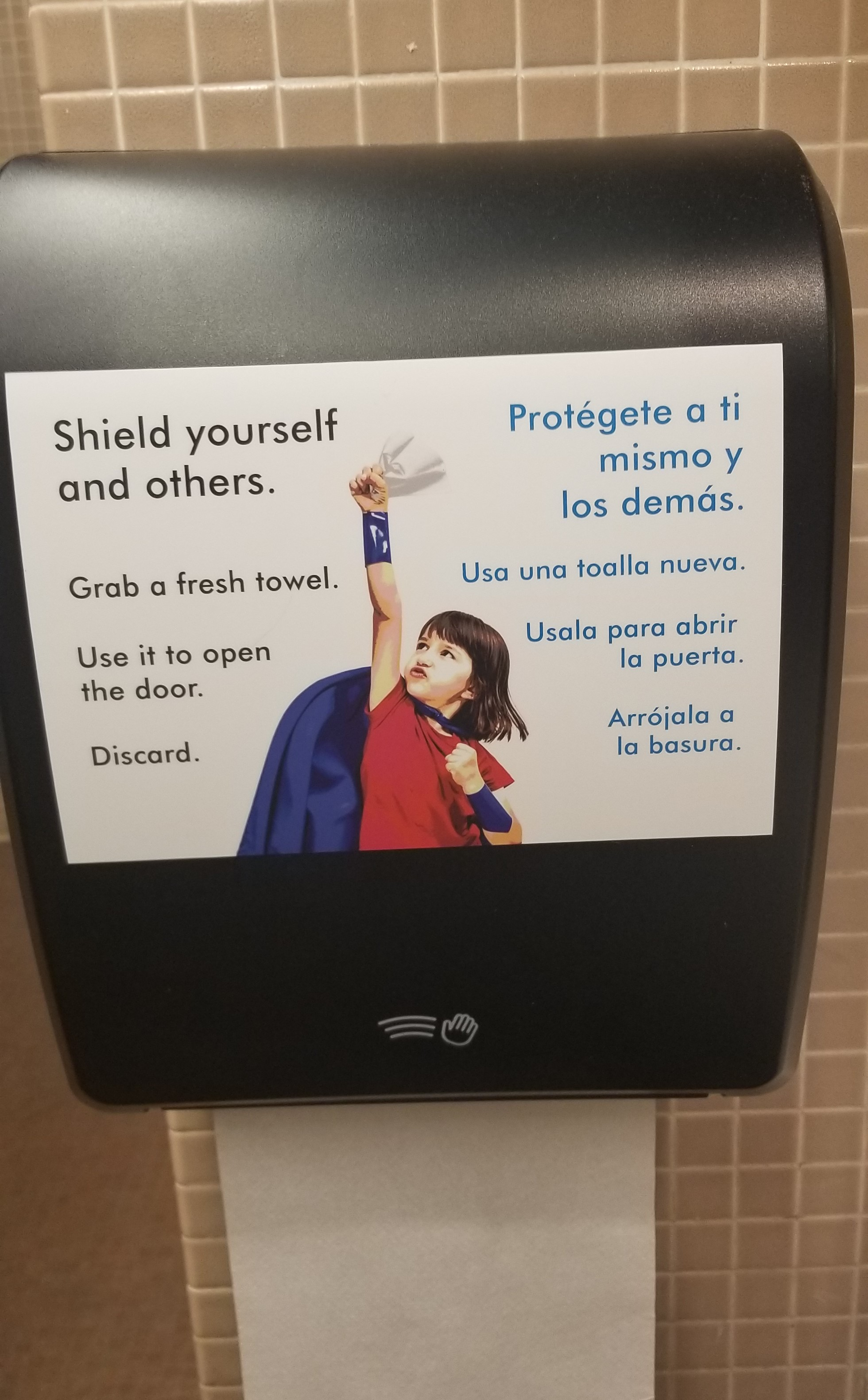
Señal bilingüe sobre higiene de manos en unos baños públicos.

Los objetivos de la higiene son preservar la salud, conservarla y prevenir las enfermedades causadas por infecciones.
Se entienden como higiene los métodos que los individuos utilizan para estar limpios, como el uso sobre de jabón, champú y agua. Pero también, para referirse a las relaciones interpersonales:
1. Limpieza y aseo de lugares o personas.
2. Hábitos que favorecen la salud.
3. Parte de la medicina orientada para favorecer tu salud.
4. Reconocimiento, evaluación y control de aquellos factores o tensiones ambientales que surgen en el lugar de trabajo en prevención de enfermedades contagiosas que traigan efectos a quebrantos de salud, quebrantos del bienestar, incomodidad e ineficacia de los trabajadores y los ciudadanos.
5. La mala higiene incide de manera directa en la salud propia y de los demás, con la aparición de enfermedades. Por ejemplo: las infecciones de la piel y uñas, la diarrea, la conjuntivitis, el cólera, la influenza o gripe común, entre otros.
6. La colocación de la basura en lugares determinados, la prohibición de tirar basura en lugares públicos, mantener parques y áreas verdes en un estado óptimo para el disfrute y la recreación de la familia y más.
7. Las aguas grises resultado del uso cotidiano exclusivamente en higiene personal, lavado de utensilios de cocina y ropa,  por sus características pueden ser usadas en los inodoros con las necesarias medidas de higiene y con su reciclaje disminuir el impacto sobre el medio ambiente.

## Historia
Higía era la diosa de la curación en la mitología griega.

### Edad Media
En la Edad Media en Europa, el manual de dietética y tratado de higiene de referencia era el Tacuinum sanitatis del que los médicos extraían consejos generales de higiene, adaptados a las configuraciones astronómicas, las condiciones climáticas y la edad de los pacientes. La higiene doméstica medieval también concierne a las comidas: en el siglo XV aparece una auténtica guía de buenas costumbres, Les Contenances de la table, que recomienda, en particular, lavarse las manos antes de comer o limpiarse la boca antes de beber. Se trata de una obra impresa varias veces en el siglo XV y principios del XVI. Se trata de un folleto sobre pautas de conducta y buenos modales en la mesa para los niños, escrito en verso para facilitar su memorización en la mejor tradición medieval. Se trata de un prospecto, lo que explicaría su extrema rareza en la actualidad. Este texto tendrá varias ediciones impresas incluida una hacia 1503, en 1816 hacia  1850. La alimentación es un capítulo esencial del arte médico y muchos tratados medievales sobre arte culinario no son más que adaptaciones del libro Régimen del Cuerpo del médico italiano Aldebrandin de Siena.
Los baños populares o refinados y los baños públicos (hombres y mujeres que se bañaban en bañeras compartidas) tuvieron un auge en el siglo XIII. En el siglo XIV, la Iglesia católica de Europa central y occidental prohibió su práctica y buscó cerrar los establecimientos que la permitían. La iglesia de entonces tampoco estaba de acuerdo con bañarse en el río y recomendaba sobre todo las abluciones, siendo la única agua pura el agua bautismal destinada a la salvación del alma. Otra de las razones aducidas para prohibir los baños, los baños públicos y los baños fluviales es que se sospechaba que propagaban la peste (trauma resultado de la epidemia de Peste negra de mediados del siglo XIV, los médicos temían que se transmitiera por el agua que se infiltraba a través de los poros de la piel  y era portadora de todo tipo de gérmenes) y que los baños eran asimilados a lugares de libertinaje, a veces con justificación, aunque este libertinaje no impida la higiene corporal: su cierre será paulatino durante los siglos XVI y XVII.
Estas prescripciones religiosas explican por qué en los siglos XIV y XV aparecían en las casas adineradas los “estuves” o baños privados, las “cubas de baño” (tinajas circulares de madera de paredes dobles, con paredes revestidas con lonas para evitar astillas) o la fuente mural y, más raramente en las casas más modestas (porque el baño caliente seguía siendo un lujo caro), las bañeras y los lavabos, más bien reservados al lavado de la ropa. El baño privado, sin embargo, seguía siendo esencialmente un privilegio de los ricos y un signo de hospitalidad.

### Renacimiento
Pero fue a partir del Renacimiento cuando la sociedad cortesana (más tarde toda la población) huyó del agua acusada de transmitir enfermedades al abrir los poros de la piel y por tanto del cuerpo, ante la acción nociva de todas las enfermedades. Se cree que al suavizar la piel se debilita su protección contra todas las infecciones. Los perfumes (jazmín, canela, narciso, almizcle) camuflan los malos olores y supuestamente sirven como desinfectantes, las pastillas de anís se utilizan para perfumar el aliento. El desarrollo de la cosmética (en particular, el uso del maquillaje rojo y blanco introducido por Catalina de Médicis o el empolvado del cuerpo y del cabello con ungüento de Florencia y polvo de Chipre) subraya que en la corte la vista es esencial frente al olfato y al tacto.
El lavado en seco se realiza en el cuerpo frotando con un paño limpio o una almohadilla de cuero, solo se lava la cara y las manos con agua y jabón (o hierbas para los menos afortunados). La historiadora Marjorie Meiss explica, sin embargo, que “la disminución del uso del agua para lavar durante los siglos XVI y XVII no debe verse como una victoria de la suciedad sino más bien como un cambio en las prácticas de limpieza corporal. » El cuerpo está protegido bajo la suciedad, por lo que un traje blanco vuelto negro se percibe bien. Sólo las personas adineradas, que pueden cambiarse de ropa con frecuencia, practican la higiene de la ropa. El aseo de los más nobles se completa con la aplicación de bálsamos y ungüentos con virtudes preventivas, traídos en particular por los Grandes Descubrimientos. Luigi Cornaro escribió en 1558 Sobre la sobriedad. Consejos para vivir mucho tiempo que “sirven de modelo a las clásicas obras de higiene donde se idealiza casi la salud, permitiendo purificar el cuerpo, aligerarlo, alejándolo de toda enfermedad”.

### SiglosXVII-XVIII

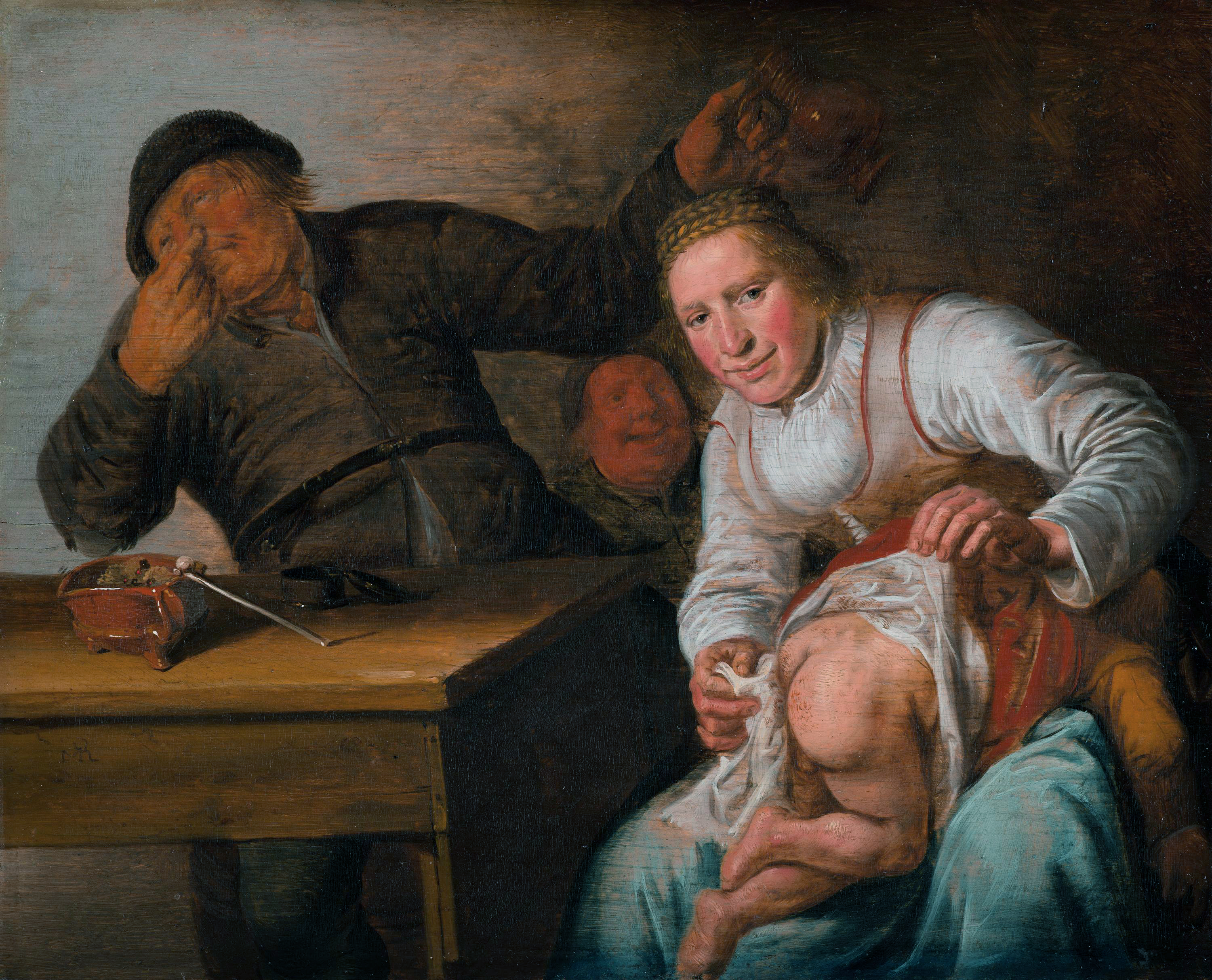
En el la higiene personal era seca (excepto las manos y la cara): las partes sucias del cuerpo se frotaban con un paño limpio.

Durante el siglo XVII continuó el “baño seco” pero poco a poco fue reapareciendo el uso del agua. Los primeros gabinetes de  baños se desarrollaron entre gente rica y refinada donde la blancura del lino destacaba en el cuello y las muñecas. El baño frío se consideraba higiénico no por su poder limpiador sino por su poder tonificante, el baño caliente seguía siendo sólo una práctica médica. La burguesía denunció el carácter enmascarante de los perfumes y cosméticos de la nobleza, y se hizo más ligero el uso de maquillajes blanqueadores de la piel.
A partir del siglo XVIII, que vivió el terror de los miasmas, filósofos y médicos se centraron en cuestiones de higiene individual y colectiva, precursora de la salud pública. La higiene también se refiere a la “limpieza de la parte inferior” y luego a la limpieza de la piel, que se logra enteramente mediante el lavado. La reaparición de los establecimientos balnearios y la multiplicación de los espacios especializados (baños, bidés, letrinas colectivas, más simplemente en castillos o abadías, pero también en casas modestas) está ligada al desarrollo de la noción de privacidad. Las ricas mansiones privadas fueron equipadas gradualmente con baños. En Francia, el 10% de estas residencias adineradas disponían de una habitación de este tipo en 1750, y a finales de siglo había alrededor del 30%. Las grandes ciudades se equiparon en esta época con alcantarillados subterráneos.

### Revolución industrial
La higiene y los cuidados comenzaron a ser una preocupación para el Estado a partir de la Revolución industrial, en la que se precisó sanear las fábricas, desde el siglo XVII. En las ciudades portuarias como Buenos Aires surgió esta necesidad colectiva a partir de las malas condiciones de higiene del puerto, en el que abundaban ratas y todo tipo de enfermedades.
El primero que valorizó la higiene para evitar infecciones fue el médico Ignaz Semmelweis, quien creó el procedimiento antiséptico en 1847. Posteriormente, gracias a los experimentos de Luis Pasteur que probaron la teoría germinal de las enfermedades infecciosas, las prácticas higiénicas cobraron suma importancia en las intervenciones médicas y la vida cotidiana de la población como sinónimo de salud.
A partir de mediados de la década de 1850 comenzó a adquirir importancia el movimiento "higienista", por lo cual muchas personalidades influyentes de la medicina en Argentina pasan al ámbito político; por ejemplo, Guillermo Rawson, político que llegaría a altos puestos; y, antes de finalizar el siglo, el doctor Eduardo Wilde. Ambos participaron activamente en las decisiones, transformaciones a nivel de estrategias de salud y con una alta participación en cuestiones nacionales argentinas. En países europeos, como Inglaterra, se dieron movimientos semejantes que comenzaron con la epidemiología, inaugurada por el estudio de John Snow sobre el cólera y el río Támesis, también a mediados del siglo XIX. En Estados Unidos, ya en la primera década del siglo XX, se inauguró el movimiento de Higiene Mental, que dio inicio a lo que luego se llamó salud mental mediante la acción de Clifford Beers, quien denunció las condiciones higiénicas de los hospitales psiquiátricos.

## Servicios higiénicos y locales de descanso

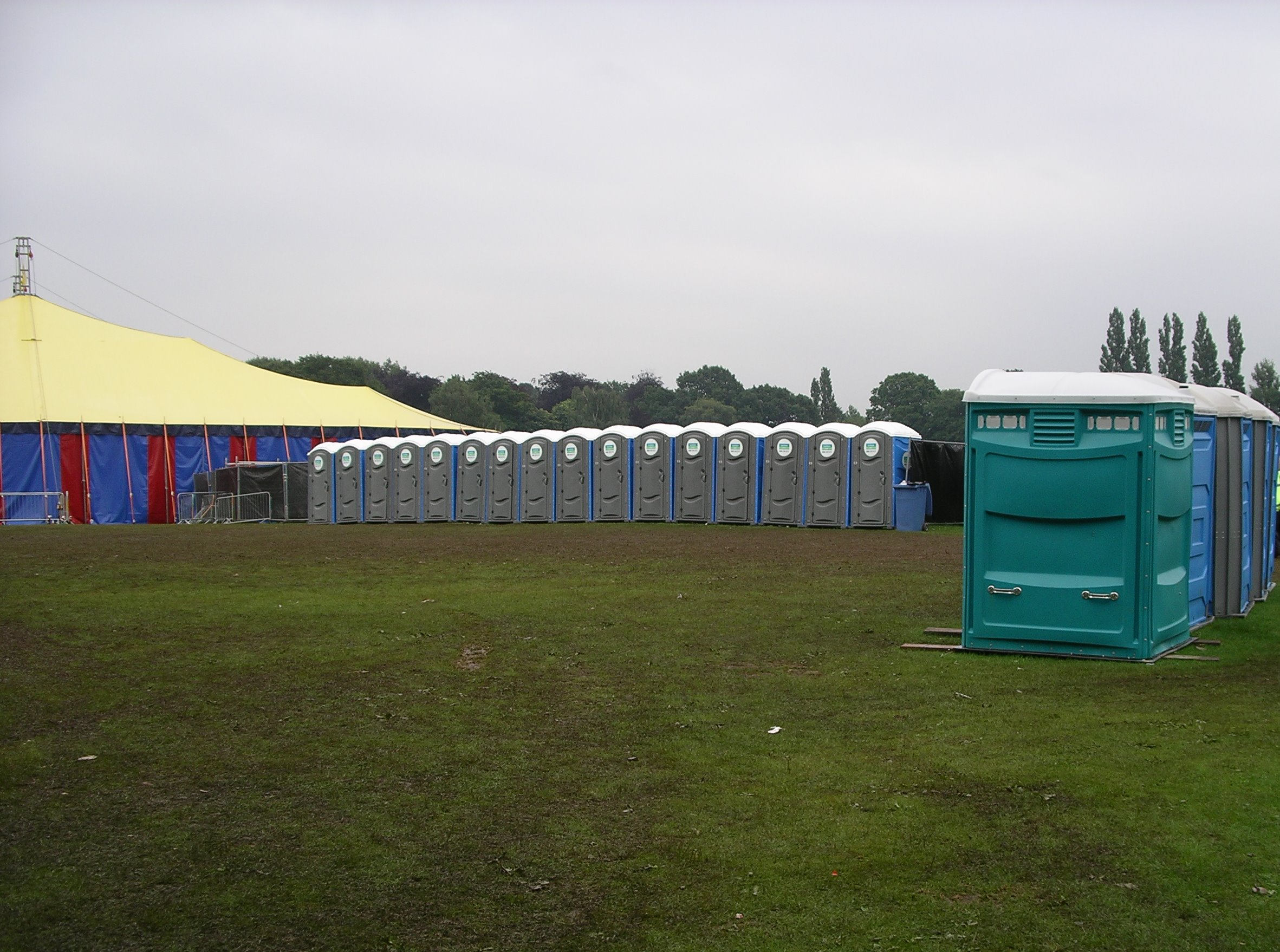
Instalaciones sanitarias móviles

Los lugares de trabajo deben disponer de agua potable en cantidad suficiente y fácilmente accesible. También deben disponer de vestuarios, duchas, lavabos y retretes, así como de locales y zonas de descanso.
Los retretes, vestuarios y duchas separados para hombres y mujeres, dotados de lavabos, situados en las proximidades de los puestos de trabajo, de los locales de descanso, de los vestuarios y de los locales de aseo, cuando no estén integrados en estos últimos.
Las zonas designadas para descanso de los trabajadores pueden variar en tamaño y sofisticación. Como norma general incluyen asientos o sillas y mesas. Hay zonas de descanso situadas en el interior del edificio del lugar de trabajo, pero también hay zonas que, aunque están cubiertas, tienen un acceso amplio al exterior. En añadidura, hay compañías que proveen lugares al aire libre.

## Higiene en la cocina, el baño y el aseo

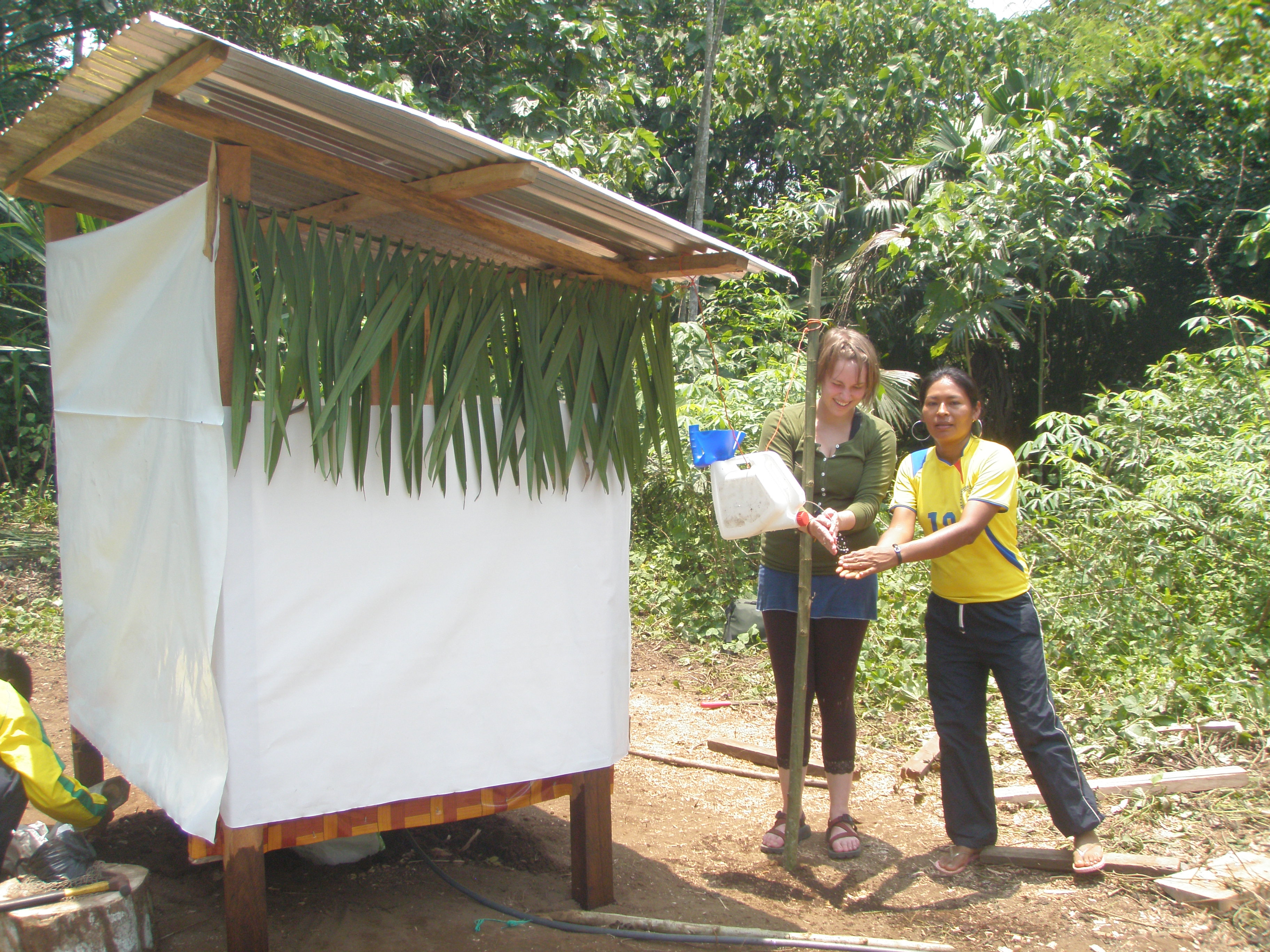
Lavándose las manos en un grifo simple después de usar un inodoro seco con desvío de orina en una instalación sencilla en Pumpuentsa, Ecuador.

La limpieza rutinaria de las manos, los alimentos, los lugares y las superficies (como los asientos de los inodoros y los tiradores de las cisternas, los tiradores de las puertas y los grifos, las superficies de trabajo, las superficies de las bañeras y los lavabos) en la cocina, el baño y los aseos reduce la propagación de patógenos. El riesgo de infección de los inodoros con cisterna no es elevado, siempre que se mantengan adecuadamente, aunque pueden producirse algunas salpicaduras y la formación de aerosoles durante la descarga de la cisterna, sobre todo cuando alguien tiene diarrea. Los patógenos pueden sobrevivir en la espuma o restos que quedan en las bañeras, duchas y lavabos después de lavarse y bañarse.
Una limpieza a fondo es importante para prevenir la propagación de infecciones fúngicas. El moho puede vivir en los azulejos de paredes y suelos y en las cortinas de ducha. El moho puede ser responsable de infecciones, provocar respuestas alérgicas, deteriorar/dañar las superficies y causar olores desagradables. Los principales lugares de crecimiento de los hongos son las superficies inanimadas, incluidas las alfombras y los muebles. Los hongos transmitidos por el aire suelen estar asociados a condiciones de humedad, mala ventilación o sistemas de aire cerrados.
La limpieza higiénica puede realizarse mediante:
- Eliminación mecánica (es decir, limpieza) utilizando un jabón o detergente. Para que sea eficaz como medida de higiene, este proceso debe ir seguido de un aclarado a fondo con agua corriente para eliminar los patógenos de la superficie.
- Utilizar un proceso o producto que inactive los patógenos in situ. La eliminación de patógenos se consigue utilizando un producto "microbiocida", es decir, un producto desinfectante o antibacteriano; un desinfectante de manos sin agua; o mediante la aplicación de calor, rayos UV o cualquier otro método biocida.
- En algunos casos se combina la eliminación de patógenos con la eliminación de la suciedad, por ejemplo, lavando la ropa y la ropa de casa, como toallas y ropa de cama.